# The Big Bang Theory (televisieserie)
The Big Bang Theory is een Amerikaanse komische televisieserie, bedacht door Chuck Lorre en Bill Prady. De serie ging in première op CBS op 24 september 2007.
De serie focust zich op het leven van de zeven personages, die in de Californische plaats Pasadena wonen. De hoofdrollen worden vertolkt door Jim Parsons als Sheldon Lee Cooper, Johnny Galecki als Leonard Leakey Hofstadter, Simon Helberg als Howard Joel Wolowitz, Kunal Nayyar als Rajesh Ramayan Koothrappali, Kaley Cuoco als Penny, Mayim Bialik als Amy Farrah Fowler en Melissa Rauch als Bernadette Maryann Rostenkowski.
In mei 2019 stopte de serie na twaalf seizoenen en 279 afleveringen.
In Nederland is de reeks sinds 2 maart 2009 te zien op Veronica. In Vlaanderen is deze sinds 21 december van dat jaar te bekijken op Q2 (later opgegegaan in VTM 2).

## Verhaal
De televisieserie gaat over vier vrienden:  Sheldon Cooper, Leonard Hofstadter, Howard Wolowitz en Rajesh Koothrappali, die allemaal bij Caltech werken. Sheldon, Leonard en Rajesh zijn gepromoveerd en hebben dus een PhD-graad in een natuurwetenschappelijke richting; Howard is een ingenieur met een mastergraad. Het zijn alle vier echte geeks: bollebozen met een voorliefde voor wiskunde en natuurkunde, ze spreken verschillende talen, zoals de kunsttaal Klingon, en zijn allemaal zeer intelligent. In hun vrije tijd spelen ze vooral computerspelletjes, lezen ze strips en sciencefictionboeken en kijken ze naar sciencefictionfilms en/of -series.
Sheldon en Leonard delen een appartement. Op een dag krijgen de twee een nieuwe overbuur: Penny. Aanvankelijk is zij, naar eigen zeggen "tijdelijk", serveerster bij eetgelegenheid The Cheesecake Factory met acteerambities. Ze heeft niet zo'n uitgebreide opleiding en niet zo veel kennis als de vier mannen, maar haar sociale vaardigheden zijn veel beter. Penny komt uit Omaha en is naar Los Angeles gekomen om het te maken in de showbizz, maar dat wil niet zo goed lukken. Leonard is onmiddellijk verliefd op Penny. Zijn vrienden plagen hem daarmee omdat Penny volgens hen ver buiten zijn bereik ligt. Toch klikt het tussen hen beiden, maar door hun grote verschillen in persoonlijkheid en levensstijl is hun relatie/vriendschap de eerste seizoenen van wisselend succes. Uiteindelijk trouwen ze in Las Vegas.
Sheldon heeft altijd als droom gehad om een Nobelprijs voor Natuurkunde te winnen. Door de jaren heen doet hij onderzoek naar de snaartheorie. Tijdens zijn huwelijk vinden hij en zijn vrouw Amy een mogelijke oplossing voor de snaartheorie, namelijk Super-Asymmetrie. Deze werkt hij samen met Amy uit en in het laatste seizoen krijgen Sheldon en Amy te horen dat zij voor hun theorie over Super-Asymmetrie de Nobelprijs voor Natuurkunde hebben gewonnen.

## Rolverdeling

### Hoofdrollen
| Foto | Acteur         | Personage                   | Beschrijving personage |
| ---- | -------------- | --------------------------- | --- |
|      | Johnny Galecki | Dr. Leonard Hofstadter      | Leonard is een van de protagonisten van het televisieprogramma. Hij deelt appartement 4A met Sheldon en werkt bij Caltech op de afdeling experimentele natuurkunde, waar hij vooral onderzoek doet met lasers. Hij is afkomstig uit New Jersey. Leonard wordt in de eerste aflevering verliefd op zijn nieuwe buurmeisje Penny, maar heeft soms ook iets met andere dames, zoals zijn collega Leslie Winkle en Priya, de zus van Raj. Tot zijn grote spijt komt Leonard uit een familie waarin academische prestaties en kennis centraal staan. Zijn moeder Beverly is psychiater en neurowetenschapper, zijn vader is antropoloog. Leonard heeft ook een zus en een broer, beiden ouder dan hij. In seizoen 6 krijgt Leonard terug een relatie met Penny, met wie hij trouwt in seizoen 9. |
|      | Jim Parsons    | Dr. Sheldon Cooper          | Sheldon is een nog grotere geek dan zijn drie vrienden: hij is sociaal niet erg onderlegd en werkt de anderen met zijn egocentrische visie op alledaagse zaken vaak op de zenuwen. Daarnaast doorziet hij geen sociale regels en heeft een grote behoefte aan structuur. Hij kan paniekerig reageren wanneer er van vaste patronen wordt afgeweken. Hij doet vooral onderzoek naar de snaartheorie en werkt als theoretisch fysicus bij Caltech. Sheldon werd geboren in Galveston (Texas) en komt uit een christelijke familie. Hij heeft een tweelingzus Missy en een broer George. Hoewel Sheldons gedrag veel overeenkomsten vertoont met het syndroom van Asperger, is door de schrijvers aangegeven dat Sheldon gewoon Sheldon is en dat bij het bedenken van zijn karakter niet is gekeken naar asperger. Ook gaven zij aan dat een diagnose van Sheldon juist zou betekenen dat ze minder vrijheid hebben om zijn karakter te kunnen ontwikkelen. Hij trouwt met Amy in seizoen 12 en ze winnen samen de Nobelprijs voor Natuurkunde voor hun theorie over super-asymmetrie. |
|      | Kaley Cuoco    | Penny                       | Penny is de blonde overbuurvrouw van Leonard en Sheldon, afkomstig uit Omaha (Nebraska). Ze werkt als serveerster bij The Cheesecake Factory en is naar Los Angeles gekomen om het te maken in de showbusiness, wat haar niet zo goed lukt. Penny is minder intelligent dan haar buurmannen, maar is daarentegen sociaal veel vaardiger en ze probeert de mannen soms wat sociale vaardigheden bij te brengen. Penny is populair bij mannen, maar wordt ook veel gekwetst in haar relaties, omdat ze valt op een bepaald type. Leonard is vanaf de eerste dag verliefd op haar, bij Penny duurde het langer voordat zij ook verliefd was op Leonard. In seizoen 3 worden zij officieel een koppel. In seizoen 9 trouwen ze in Las Vegas. Aan het einde van seizoen 12 verwachten Penny en Leonard hun eerste kind. |
|      | Simon Helberg  | Howard Wolowitz             | Howard heeft als enige van de vier mannelijke hoofdpersonages geen PhD gehaald, maar een ingenieursdiploma. Hij is joods en spreekt verschillende talen. Leonard en Howard zijn al langer goede vrienden en hij heeft een haat-liefdeverhouding met Sheldon. Hij denkt vaak dat hij succes heeft bij de vrouwen, maar krijgt meestal nul op het rekest. Howard woont nog bij zijn moeder. Hij werkt bij Caltech onder andere voor een aantal ruimtevaartprojecten, hij gaat in seizoen 4 naar ruimtestation Internationaal ruimtestation ISS. Howard had een kortstondige romance met Leslie Winkle. Daarna krijgt hij een relatie met Bernadette, met wie hij zich later verlooft en uiteindelijk aan het eind van seizoen 5 trouwt. Samen krijgen ze twee kinderen. |
|      | Kunal Nayyar   | Dr. Rajesh Koothrappali     | Rajesh komt uit India en is selectief mutief: hij is niet in staat om tegen vrouwen te spreken. Het lukt hem enkel om iets tegen ze te zeggen als hij gedronken heeft. Raj werkt als astrofysicus bij Caltech. Sinds zijn onderzoek vastliep, werkt hij samen met Sheldon. Raj komt uit een rijke familie en heeft contact met zijn ouders in India via de webcam. Hij heeft nog drie broers en twee zussen, waaronder zijn jongste zus Priya (die later een bijrol krijgt). Vanaf eind seizoen 6 kan Rajesh zonder gedronken te hebben met vrouwen praten. Doorheen de serie heeft Raj verschillende relaties gehad en is zelfs een keer verloofd geweest, maar omdat zijn verloofde moest verhuizen voor haar werk en Howard niet wilde dat Raj meeverhuisde, maakte Raj een einde aan zijn relatie. Aan het einde van de serie is Raj vrijgezel. |
|      | Mayim Bialik   | Dr. Amy Farrah Fowler       | Amy verschijnt voor het eerst in de laatste aflevering van het derde seizoen. Howard en Raj maken, bij wijze van experiment, een datingprofiel aan voor Sheldon en neurobioloog Amy is de uitverkorene. Op de date blijkt Amy een vrouwelijke versie van Sheldon te zijn, tot grote ergernis van Howard en Raj. Na hun date houden Sheldon en Amy contact via de webcam, maar tijdens het vierde seizoen trekt Amy ook steeds meer op met de vrienden. Ze gaat ook vaak om met Penny en Bernadette, ze noemt Penny zelfs haar beste vriendin, hetgeen Penny ongemakkelijk aanhoort. Hoewel Amy en (vooral) Sheldon hun relatie in het vierde seizoen steeds als verstandelijk omschrijven, hebben ze sinds seizoen vijf officieel een relatie. Amy trouwt met Sheldon in seizoen 11 en ze winnen samen de Nobelprijs voor Natuurkunde. |
|      | Melissa Rauch  | Dr. Bernadette Rostenkowski | Bernadette komt voor het eerst voor in het derde seizoen. Leonard en Howard hebben een pact met elkaar: als de een van hen een vriendin heeft, zal hij de andere koppelen aan een van haar vriendinnen. Penny stelt Howard voor aan Bernadette, een van haar collega's die bij The Cheesecake Factory werkt. Hun eerste ontmoeting verloopt stroef, tot ze ontdekken dat ze allebei hun moeder niet kunnen luchten. De twee beginnen een relatie, maar Howard bedriegt Bernadette virtueel. In het vierde seizoen keert Bernadette terug als vriendin van Howard en wordt zij een vast personage. Ze behaalt aan het eind van het vierde seizoen haar PhD en gaat daarna aan de slag bij een farmaceutisch bedrijf. In seizoen 5 trouwen Howard en Bernadette. Ze krijgen twee kinderen. |
|      | Kevin Sussman  | Stuart David Bloom          | Stuart is de eigenaar van The Comic Center of Pasadena, de stripwinkel waar de vier vrienden veel komen. Hij heeft talent voor tekenen en is afgestudeerd aan de Rhode Island School of Design. Hij verschijnt voor het eerst in seizoen 2. In seizoen 6, wanneer Howard naar de ruimte gaat, raakt Stuart bevriend met Raj. Zij delen hun problemen met het vinden van liefde. In het laatste seizoen krijgt Stuart een relatie met zijn winkelassistente Denise. Stuart verscheen eerst als bijrol, maar werd doorheen de serie een hoofdrolspeler. |

### Bijrollen
| Acteur             | Personage                    | Beschrijving personage |
| ------------------ | ---------------------------- | --- |
| Carol Ann Susi     | Mrs. Debbie Melvina Wolowitz | De overbezorgde en grofgebekte moeder van Howard. Ze is een onzichtbaar personage, al is ze in aflevering 6.15 enkele malen kort te zien. Haar gezicht blijft niettemin buiten beeld. Haar schreeuwerige stem is vaak te horen wanneer ze tegen haar zoon roept vanuit een andere kamer. Mrs Wolowitz is joods en behandelt haar zoon als een kind. Volgens de andere personages lijdt ze aan ernstig overgewicht en heeft ze een snor en een pruik. Haar man, de vader van Howard, ging ervandoor toen Howard elf was. Mrs. Wolowitz overlijdt in seizoen 8, nadat de vertolkende actrice was overleden. |
| Christine Baranski | Dr. Beverly Hofstadter       | Beverly Hofstadter is de moeder van Leonard. Ze is extreem analytisch en houdt overdreven veel rekening met details. Mevrouw Hofstadter is zowel psychiater als neurowetenschapper en ze wordt gezien als een vrouwelijk equivalent van Sheldon. Wanneer ze voor de tweede keer in de serie op bezoek komt, blijkt dat ze een veel betere verstandhouding heeft met Sheldon dan met haar eigen zoon. |
| Laurie Metcalf     | Mary Cooper                  | De Texaanse zeer religieuze moeder van Sheldon. Mevrouw Cooper is de enige die enigszins invloed heeft op Sheldon, als er problemen zijn met Sheldon wordt mevrouw Cooper ingeroepen. Leonard ziet haar als Sheldons kryptoniet. |
| John Ross Bowie    | Barry Kripke                 | Barry is een collega bij Caltech, waar hij research doet in plasmafysica. Hij heeft een vorm van rotacisme, waardoor hij de letter r en l uitspreekt als een w. Barry is weinig sympathiek en hij is een vijand van Sheldon Cooper. |
| Wil Wheaton        | Zichzelf                     | Wil Wheaton verschijnt voor het eerst als een antagonistische versie van zichzelf in seizoen drie. Sheldon zag hem vroeger als zijn idool, maar sinds Wheaton niet op kwam dagen op een conventie waar Sheldon 10 uur voor in de bus had gezeten, ziet Sheldon Wheaton als zijn vijand. Echter, nadat hij Sheldon een gesigneerd actiefiguur van Wesley Crusher geeft, wordt Wheaton diens vriend. |
| Aarti Mann         | Priya Koothrappali           | Priya is een zus van Raj Koothrappali, ze komt voor het eerst in beeld in het vierde seizoen. Ze brengt een kort bezoekje aan haar broer, dat eindigt in een onenightstand met Leonard. Priya keert later voor langere tijd terug en ze krijgt een relatie met Leonard. Het lijkt er eerst op dat ze een baan zou krijgen in de buurt van Leonard, maar aan het eind van het seizoen gaat ze terug naar India. |
| Sara Gilbert       | Dr. Leslie Winkle            | Leslie is een rechtstreekse collega van Leonard die sporadisch opduikt in de reeks. Er hangt een seksuele spanning tussen de twee, die heel af en toe naar boven komt. Leslie kan Sheldon niet uitstaan en noemt hem steevast "dumbass" ("domkop"). In het begin verschijnt ze regelmatig in de serie, maar later in seizoen 2 verdwijnt ze uit beeld omdat de schrijvers niet voor elke aflevering materiaal voor haar konden bedenken. Daarna komt ze heel af en toe nog weleens in een aflevering voor.                                                                                                |

## Afleveringen
| Seizoen | Aantal afleveringen | Uitgezonden                     |  |
| ------- | ------------------- | ------------------------------- |  |
| 1       | 17                  | 24 september 2007 – 19 mei 2008 |  |
| 2       | 23                  | 22 september 2008 – 11 mei 2009 |  |
| 3       | 23                  | 21 september 2009 – 24 mei 2010 |  |
| 4       | 24                  | 23 september 2010 – 19 mei 2011 |  |
| 5       | 24                  | 22 september 2011 – 10 mei 2012 |  |
| 6       | 24                  | 27 september 2012 – 16 mei 2013 |  |
| 7       | 24                  | 26 september 2013 – 15 mei 2014 |  |
| 8       | 24                  | 22 september 2014 – 7 mei 2015  |  |
| 9       | 24                  | 21 september 2015 – 13 mei 2016 |  |
| 10      | 24                  | 19 september 2016 – 11 mei 2017 |  |
| 11      | 24                  | 25 september 2017 – 10 mei 2018 |  |
| 12      | 24                  | 24 september 2018 – 16 mei 2019 |  |

## Dvd's
| Dvd       | Regiocode 1 (N.-Am.) | Regiocode 2 (Eur.) | Afl. |
| --------- | -------------------- | ------------------ | ---- |
| Seizoen 1 | 2 september 2008     | 12 januari 2009    | 17   |
| Seizoen 2 | 15 september 2009    | 19 oktober 2009    | 23   |
| Seizoen 3 | 14 september 2010    | 27 september 2010  | 23   |
| Seizoen 4 | 13 september 2011    | 26 september 2011  | 24   |
| Seizoen 5 | 11 september 2012    | 3 september 2012   | 24   |
| Seizoen 6 | 10 september 2013    | 2 september 2013   | 24   |
| Seizoen 7 | 16 september 2014    | 8 oktober 2015     | 24   |
| Seizoen 8 | 15 november 2015     | 14 november 2015   | 24   |
| Seizoen 9 | 13 september 2016    | 29 augustus 2016   | 24   |

## Waardering
The Big Bang Theory en zijn makers zijn met verschillende prijzen bekroond, waaronder drie Emmy Awards en een Golden Globe voor Jim Parsons. Twee andere hoofdrolspelers, Kaley Cuoco en Johnny Galecki, namen in 2012 elk een Satellite Award in ontvangst; de serie zelf werd dat jaar eveneens gelauwerd met een Satellite.

## Bijzonderheden
- De personages Leonard Hofstadter en Leslie Winkle worden gespeeld door acteur Johnny Galecki en actrice Sara Gilbert. Zij speelden eerder van 1992 tot en met 1997 samen in de televisieserie Roseanne, als de jongste dochter van het titelpersonage en haar vriendje.
- Sheldons moeder Mary Cooper is een bijrol van Laurie Metcalf, die in Roseanne een hoofdrol speelde als zus van het titelpersonage.
- De dochter van actrice Laurie Metcalf, Zoe Perry, speelt de jongere versie van Mary Cooper in de spin-off serie Young Sheldon.
- Actrice Mayim Bialik, die de rol speelt van Amy Farrah Fowler, werd bij het grote publiek bekend als Blossom in de gelijknamige televisieserie. Net als haar personage Amy in de serie is Bialik gepromoveerd in de neurobiologie. Zij is daarmee de enige actrice die in het echte leven een PhD heeft gehaald.
- Van Penny is als enige hoofdpersonage in de serie de achternaam nooit genoemd.
- In aflevering 13 van seizoen 1 zoeken Leonard, Raj en Howard een vierde lid voor hun team voor de wetenschapsquiz. Er wordt geopperd om "die meid van Blossom" (Mayim Bialik) te vragen, omdat zij inmiddels neurobiologe is. Dit wordt snel weggewuifd. In de laatste aflevering van seizoen 3 doet Bialik haar intrede als Amy Farrah Fowler.
- In aflevering 16 van seizoen 6 speelt Kaley Cuoco's zus Briana de rol van Gretchen, een voormalige vriendin van Penny die haar vriendje had ingepikt.
- Op het bordje op de muur in de keuken van het appartement van Leonard en Sheldon staat Petre Devos. Dat is de naam van een brouwerij in Oudenaarde, België.